# 구정면
구정면(邱井面)은 대한민국 강원특별자치도 강릉시의 면이다.

## 개요
구정면은 상수원 보호구역의 청정지역을 대표하는 친환경 재배작물인 콩 위주의 잡곡류 재배로 친환경 재배 특구 지역을 조성하고 있다. 재래식 청국장 가공 사업과 연계한 작물재배와 가공, 유통판매 등 원스톱체제 구축을 통한 실질적 주민소득 증대를 모색하고 있다.

## 행정 구역
| 법정리 | 한자명 | 행정리                    |
| ------ | ------ | ------------------------- |
| 구정리 | 邱井里 | 구정리                    |
| 금광리 | 金光里 | 금광1리, 금광2리          |
| 덕현리 | 德峴里 | 덕현리                    |
| 어단리 | 於丹里 | 어단1리, 어단2리          |
| 여찬리 | 余贊里 | 여찬리                    |
| 제비리 | 濟飛里 | 제비1리, 제비2리          |
| 학산리 | 鶴山里 | 학산1리, 학산2리, 학산3리 |

## 학교
| 학교명           | 소재지                        | 비고        |
| ---------------- | ----------------------------- | ----------- |
| 구정초등학교     | 구정면 범일로 266-14 (학산리) |             |
| 금광초등학교     | 구정면 금평로 575 (금광리)    |             |
| 제비초등학교     | 구정면 칠봉로 419-4 (제비리)  | 1999년 폐교 |
| 강원예술고등학교 | 구정면 칠봉로 670-34 (제비리) |             |

## 관광
(강릉바닷가 관광이외 최고의 볼거리와 먹거리)
- 강릉 솔향 수목원
- 굴산사지(강릉 단오 주신:범일국사 창건)
- 정의윤가옥
- 학산오독떼기
- 테라로사(커피 원조)

## 같이 보기
- 강동면
- 강남동